# Aurora (Indiana)
Aurora é uma cidade localizada no estado americano de Indiana, no Condado de Dearborn.

## Demografia
Segundo o censo americano de 2000, a sua população era de 3965 habitantes. 
Em 2006, foi estimada uma população de 4081, um aumento de 116 (2.9%).

## Geografia
De acordo com o United States Census Bureau tem uma área de 
7,6 km², dos quais 7,2 km² cobertos por terra e 0,4 km² cobertos por água. Aurora localiza-se a aproximadamente 242 m acima do nível do mar.

## Localidades na vizinhança
O diagrama seguinte representa as localidades num raio de 16 km ao redor de Aurora. 